# 北越歸來3
《北越歸來3》（英語：Braddock: Missing in Action III）是一部1988年美國動作片，1985年電影《北越歸來2》的續集，以及《北越歸來》系列電影的第三部兼最後一部作品。由亞倫·羅禮士執導，其兄長查克·羅禮士主演並與詹姆斯·布魯納（James Bruner）共同編劇，這也是前者的導演處女作。
該片於1988年1月22日在美國上映，所獲口碑不佳。

## 劇情
越戰退役老兵詹姆斯·巴洛克上校自1975年戰爭結束以來就認為自己的亞洲妻子琳丹蒼已死，但他從傳教士波蘭斯基牧師那聽說琳不僅還活著，並與一個12歲的兒子范住在一起。
起初，巴洛克不相信這一點，但是當冷血的CIA上司小約翰要求他無視這些消息時，巴洛克才相信了這點。巴洛克在澳大利亞的C-47飛行員的幫助下以降落傘的方式返回越南。降落後，巴洛克用噴氣動力快艇甩開了越南海軍巡邏艇。
波蘭斯基牧師帶著巴洛克找到了琳和范，並試圖逃離這個國家。但巴洛克三人卻遭到夸克將軍俘虜；對方在現場殺死了琳後，巴洛克和范則被帶到一個軍營中用酷刑施虐。後來，巴洛克制伏了守衛，並讓范先到波蘭斯基的教堂中躲起來。料到這點的夸克將范、波蘭斯基和教堂中的所有美越混血兒童俘虜，而巴洛克則取出他預先藏匿的裝備並潛入了他們被囚禁的軍營。他使用自己改良的HK G3戰鬥步槍配備了下擺式6發旋轉榴彈發射器及包括彈簧刺刀突襲了營地，並開著一輛載滿孩子們的卡車逃走，其中也包含了范和波蘭斯基。但他們很快地被一架越南俘虜的美國UH-1直升機追擊。
卡車被炸毀後，直升機離去。巴洛克便帶著孩子們步行前往邊界，直到他們發現了一處臨時機場。巴洛克劫持了一架C-47達科塔飛機，以便他們逃走。但飛機隨後受到越南士兵的襲擊，導致燃油從飛機中洩漏出來，最終墜毀在柬泰邊界外。巴洛克隨後突襲了邊境站，泰美兩國的軍方在橋樑的另一邊正在注視著。當巴洛克殺死所有對立的部隊時，更多的士兵現身並用手榴彈炸傷了他。這時，夸克搭乘越南Mi-24雌鹿直升機現身，而美國也派了兩架直升機對峙；當夸克認為美方不敢輕舉妄動後，巴洛克在范的幫助下持槍朝夸克的直升機開火，並擊中了飛行員。直升機墜毀後，夸克也隨之死去。美軍歡呼並湧入邊界和橋樑，並幫助受傷的巴洛克和孩子們。

## 演員
- 查克·羅禮士飾演詹姆斯·巴洛克上校（Colonel James Braddock）
- 阿基·阿萊格（英语：Aki Aleong）飾演夸克將軍（General Quoc）
- 耶胡達·以弗崙（Yehuda Efroni）飾演波蘭斯基牧師（Rev. Polanski）
- 羅蘭·哈拉三世（英语：Roland Harrah III）飾演范丹蒼（Van Tan Cang）
- 米琪·金（Miki Kim）飾演琳丹蒼（Lin Tan Cang）
- 凱斯·大衛飾演大使館門前的上尉

## 票房
前兩部《北越歸來》電影讓坎農在紐約證券交易所上佔有一席之地，羅禮士說：「希望新產品能使他們擺脫目前的困境。」
《北越歸來3》在北美首映週末以221萬美元登上當週票房排名第五；全球票房最終總計619萬美元，成為該系列收益最少的電影。羅禮士說，他對坎農影業所做的電影營銷工作感到「沮喪」，「因為這是系列中最棒的，我準備終止合約。我們開了一次重要的會議，我告訴他們，如果他們沒在在美國宣傳好我的電影就打算將他們告上法庭，因為我的職業生涯正要起飛。」

## 外部連結
- 互联网电影数据库（IMDb）上《北越歸來3》的资料（英文）
- Box Office Mojo上《北越歸來3》的資料（英文）
- 爛番茄上《北越歸來3》的資料（英文）